# Watervorkje-associatie
De watervorkje-associatie (Riccietum fluitantis) is een associatie uit het puntkroos-verbond (Lemnion trisulcae). De associatie omvat watervegetatie die wordt gedomineerd door lemnide levermossen.

## Naamgeving en codering
| Ricciocarpo-Lemnetum Segal 1962 |

- Syntaxoncode voor Nederland (rVvN): r01Ab01

De wetenschappelijke naam Riccietum fluitantis is afgeleid van de botanische naam van de kensoort gewoon watervorkje (Riccia fluitans).

## Ecologie
De watervorkje-associatie is gebonden aan stilstaand, dikwijls helder water. De fosfaatwaarden van het water bedraagt 0,1–0,6 mg/l. Over het algemeen geeft de associatie de voorkeur aan watermilieus met kwel.

## Subassociaties in Nederland en Vlaanderen
Binnen de watervorkje-associatie worden in Nederland en Vlaanderen twee subassociaties onderscheiden.

### Typische subassociatie
De typische subassociatie (Riccietum fluitantis typicum) is negatief gekenmerkt ten opzichte van de volgende subassociatie. In Nederland (conform de rVvN) gebruikt men voor deze subassociatie de syntaxoncode r01Ab01a.

### Subassociatie met kroosmos
Een subassociatie met kroosmos (Riccietum fluitantis ricciocarpetosum) komt voor in water met een lager koolzuurgehalte en wordt gedifferentieerd door kroosmos. Door sommige vegetatiekundigen wordt deze subassociatie als een aparte associatie beschouwd. In Nederland (conform de rVvN) gebruikt men voor deze subassociatie de syntaxoncode r01Ab01b.

## Vegetatiezonering
In de vegetatiezonering wordt de watervorkje-associatie vaak begrensd door andere water- en/of oevergemeenschappen. Ook wordt de associatie zeer regelmatig als inslaggemeenschap aangetroffen, vaak in de riet-associatie.

## Bedreigingen
Op de meeste plaatsen in Nederland is de watervorkje-associatie door eutrofiëring veranderd in het bultkroos-verbond of in rompgemeenschappen gedomineerd door puntkroos, klein kroos of dwergkroos. 

## Fotogalerij

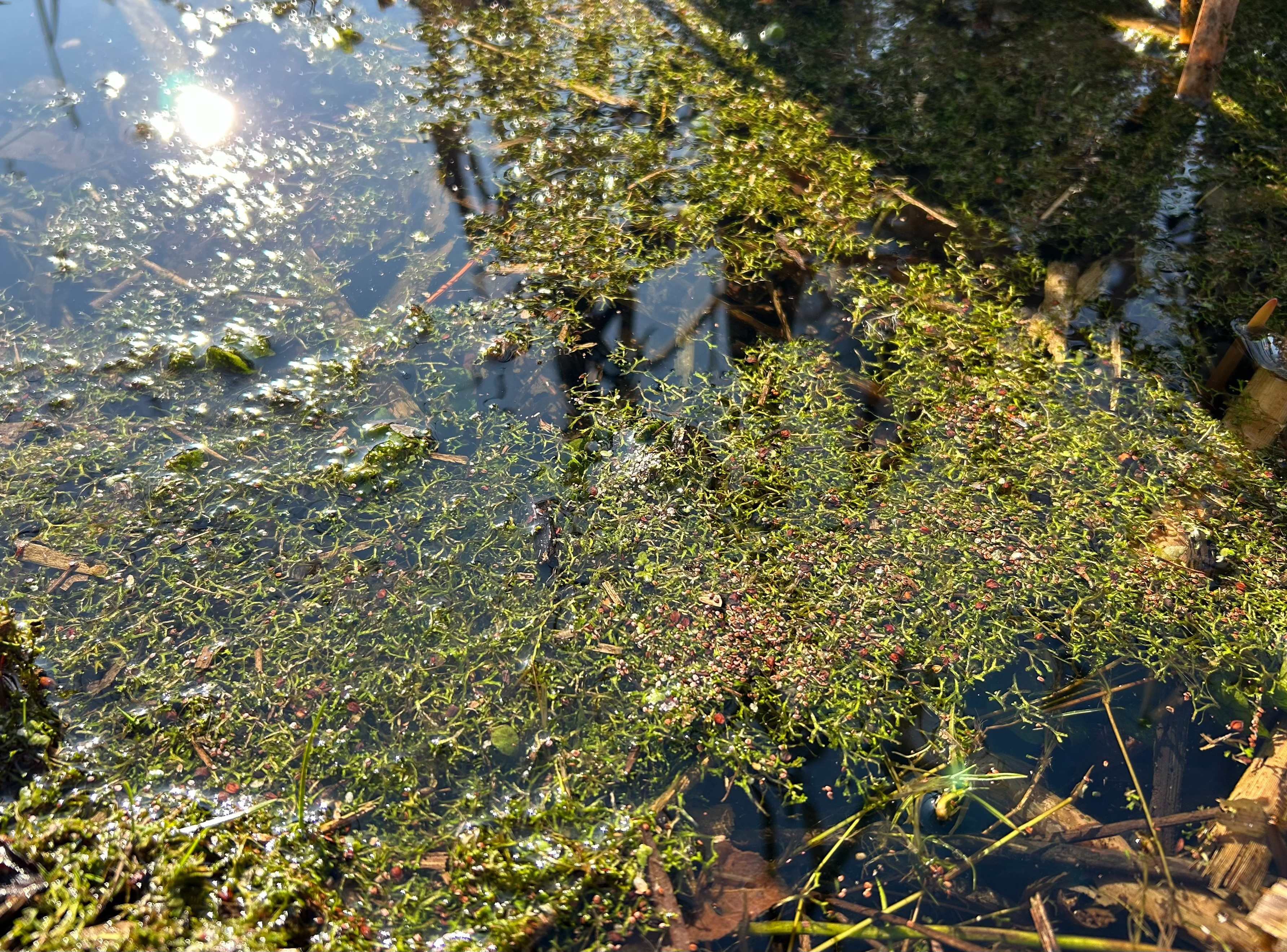